# Cavalerie blindée américaine

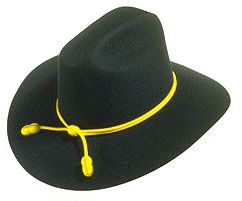
Un Stetson, ce couvre-chef fait partie de la tradition militaire de la cavalerie des États-Unis depuis 1865.

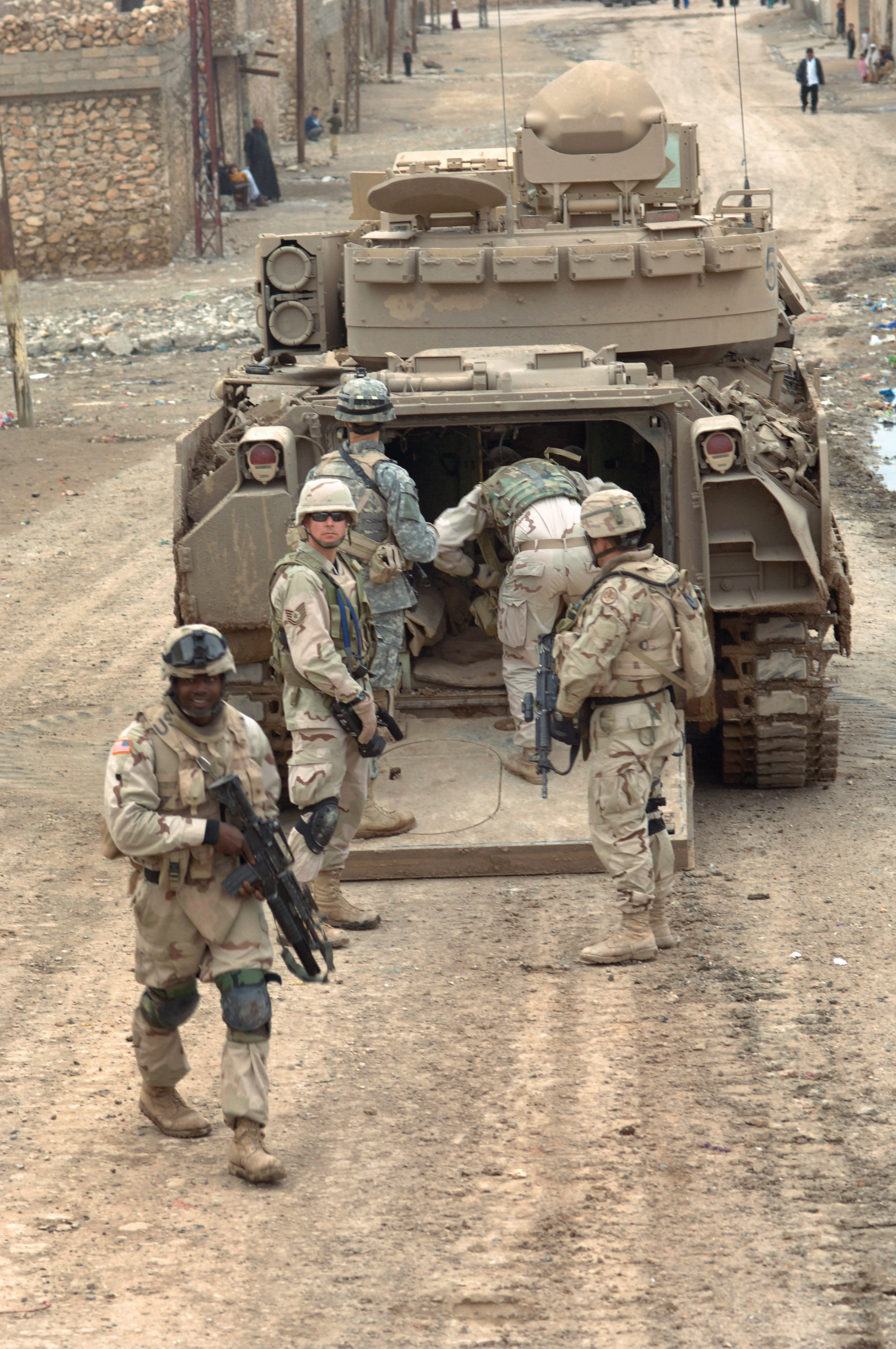
Un M2 Bradley du Armored Cavalry Regiment durant la guerre d'Irak en 2006.

Dans la United States Army, la cavalerie blindée (Armored Cavalry en anglais) est utilisée pour des missions de reconnaissance blindée (ou mécanisée), de surveillance et de sécurité. Elle est toujours organisée en régiments, de la même taille qu'une brigade. Elle est le descendant de la Cavalerie des États-Unis.
De ce fait, la cavalerie blindée est entre la cavalerie normale (motorisée) et les bataillons d'Armor, qui sont constitués de chars type M60 ou M1 Abrams.
Les véhicules utilisés entre autres pendant la guerre du Viêt-Nam dans ces régiments sont le M551 Sheridan puis, depuis les années 1980, principalement les engins chenillés M3 Bradley (version « reconnaissance » du M2 d'infanterie) et, depuis les années 2000, les véhicules à roues Stryker, servant également à l'infanterie. La cavalerie blindée est aussi équipée d'un petit nombre de chars M1 Abrams et de nombreux véhicules plus légers tels les HMMWV.

## Liste de régiments
- 2nd Armored Cavalry Regiment,
- 3rd Armored Cavalry Regiment,
- 7th Armored Cavalry Regiment,
- 11th Armored Cavalry Regiment (fait partie de l'OPFOR, la force qui entraîne les recrues et combattent contre elles en entrainement),
- 248th Armored Cavalry Regiment, de la Garde nationale des États-Unis.